# 잭 그레인키
도널드 재커리 그레인키(영어: Donald Zackary Greinke 도널드 재커리 그링키[*], 1983년 10월 21일 ~ )는 미국의 야구 선수이다. 캔자스시티 로열스 시절인 2009년에 아메리칸 리그 사이 영 상을 수상했다.

## 경력

### 메이저 리그 이전
고등학교 시절이었던 2002년에 게토레이 최우수 야구선수에 선출되었으며, 베이스볼 아메리카는 고등학생에서도 우수한 선수 중 하나로 평가했다. 캔자스시티 로열스는 당초에 2002년에 있었던 MLB드래프트에서 대학생 투수를 1라운드에서 지명할 예정이었으나, 스카우트로부터 "그는 어느 대학생보다도 빨리 메이저 리그로 승격이 가능합니다."라는 추천을 받아서 그레인키를 1라운드 전체 6순위로 지명한다. 2003년에는 싱글A에서 15승 4패, 1.93의 방어율을 기록하였으며, 올스타 퓨처스 게임의 미국선수로 선출되었다. 시즌이 종료된 후에는 캔자스시티 로열스의 산하에 있는 선수들 중 최우수선수로 선출되었다.

### 메이저 리그

#### 캔자스시티 로열스
2004년에는 트리플A에서 개막을 맞이하였으나, 5월 22일에는 2002년에 있었던 MLB드래프트 중 1라운드에서 지명되었던 투수들 중에 가장 빨리 메이저 리그에 데뷔를 했다. 로열스 구단 사상 20살에 메이저 리그에서 등판을 한적이 있는 투수는 그레인키와 사이 영 상을 수상한 적이 있는 브렛 세이버하겐 뿐이다. 이 시즌에서는 8승 11패를 기록하면서 3.97의 방어율을 기록했고, 신인왕 투표에서는 4위를 차지하였다.
2005년에는 5월 15일까지 0승 4패를 기록하였지만, 3.09의 방어율을 기록하는 등 투구내용은 좋았다. 하지만, 6월 이후에는 컨디션이 떨어지면서 시즌에서 5승 17패, 5.80의 방어율을 기록하는데, 17패는 리그에서 가장 많은 숫자였다. 2006년에 있었던 스프링 캠프에서는 사회 불안 장애 때문에 팀을 이탈하여 자택에서 생활을 보낸다. 후에 그레인키는 캔자스시티 스타지와의 인터뷰에서 "내가 가지고 있던 병은 자살하고 싶을 정도는 아니지만, 선발로 나와서 던지는 것이 싫어지며, 시합에 나갈 수 없게 되고, 결국에는 야구가 싫어져서 선수 생활을 그만하게 된다."라고 말했다. 그레인키는 6월에 마이너 리그 베이스볼에 복귀하였으며, 9월 22일에는 시즌에서 처음으로 메이저 리그에 등판하였고, 시즌이 끝날때까지 3경기에 나와서 1승 0패, 4.26의 방어율을 기록한다.
2007년에는 4월 26일에 있었던 미네소타 트윈스전에서 토리 헌터가 친 타구에 안면을 직격당한 이후, 2경기에 등판하여 12실점을 기록하는 등 제구가 악화됐다. 결국, 5월 10일 이후에는 계투로 등판했지만, 8월 24일에 다시 선발로 등판한다. 그 이후, 시즌이 종료될 때까지 7경기에 선발등판하여, 1.85의 방어율을 기록하였다.
2008년에는 32경기에 선발로 등판하여 리그에서 2위인 23개의 퀄리티 스타트를 기록하였으며, 5회를 채우지 못한 것이 1번 밖에 되지 않을 정도로 안정된 투구를 보여줬다. 또한, 투구이닝은 처음으로 200이닝을 돌파하였으며, 3.47의 방어율은 1997년에 로열스의 선발이었던 케빈 에이피어가 기록한 3.40 이후에 가장 좋은 방어율(규정이닝 이상을 던진 경우)이었다. 시즌이 종료된 후인 2009년 1월 26일에는 구단과 4년 총액 3,800만 달러에 계약을 연장했다.

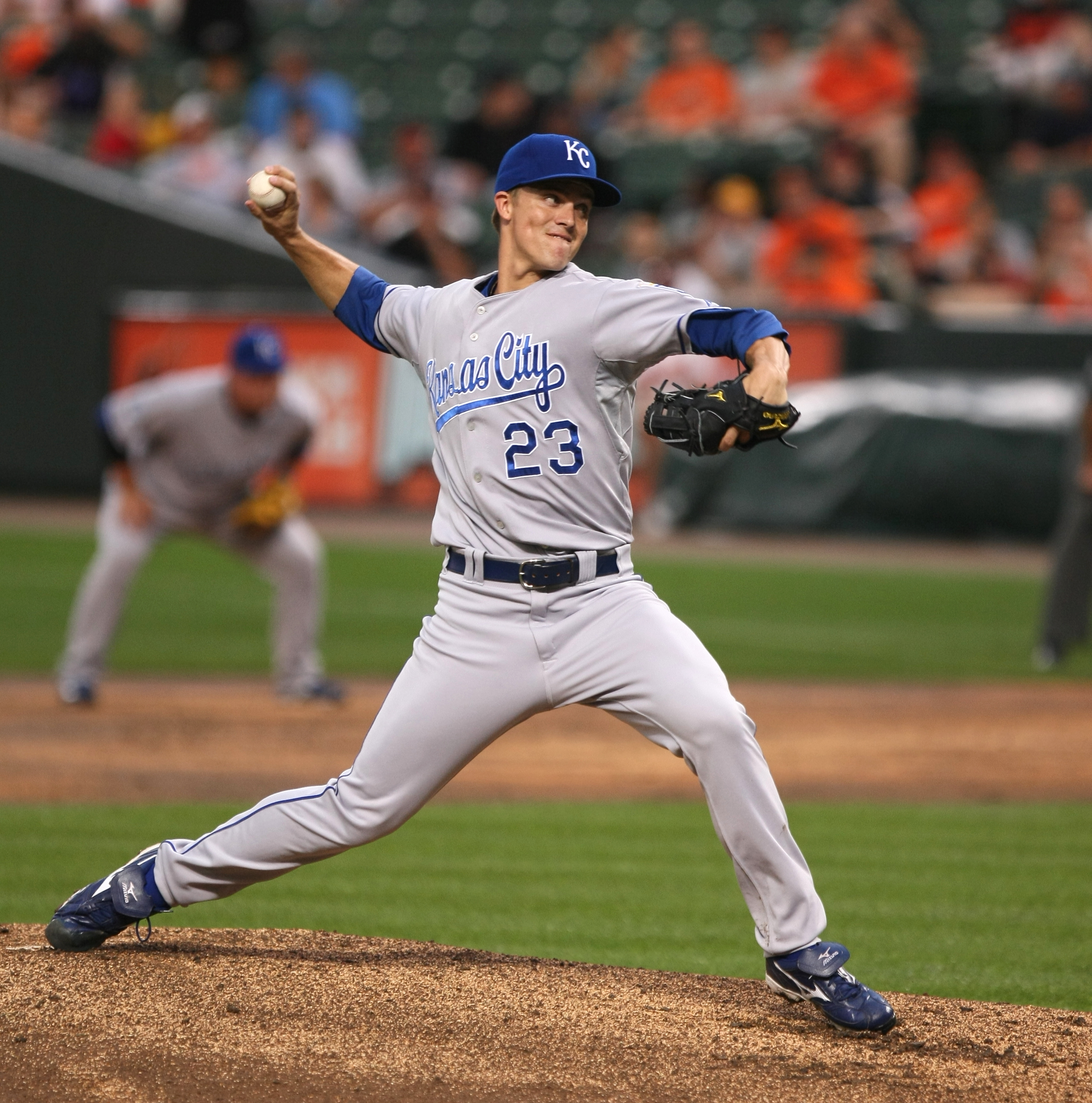
2009년, 그레인키는 압도적인 투구를 선보이며 사이 영 상을 수상한다.

2009년에는 4월에 5승 0패, 0.50의 방어율과 44개의 탈삼진을 뺏으며 양리그 최고의 성적으로 월간 최우수선수로 뽑힌다. 또, 전시즌부터 이어서 4월 24일까지 38이닝 연속 무실점을 기록하여 케빈 에이피어가 가지고 있던 구단기록을 16년만에 갱신하였으며, 8월 25일에는 클리블랜드 인디언스와의 경기에서 15개의 탈삼진을 기록하여 마크 구비자가 가지고 있던 구단기록을 21년만에 갱신한다. 이런 우수한 기록을 바탕으로 처음으로 올스타전에도 선출되었다. 시즌에서는 33경기에 선발등판하여 16승 8패, 2.16의 방어율과 242개의 탈삼진을 기록하는데 방어율은 양리그를 통틀어서 1위였으며, 탈삼진은 같은 지구에 소속되어 있는 저스틴 벌랜더에 이어 2위를 기록하며 시즌이 끝난 후에는 사이 영 상을 수상하기도 한다. 최하위 팀에서 사이 영 상을 수상한 것은 1997년에 토론토 블루제이스에서 로저 클레멘스 이후 최초이며, 16승을 기록하고 수상 한 것은 아메리칸 리그에서는 당시로서 (파업으로 단축된 시즌을 제외하고)최소승리로 수상한 것이었다(이는 다음해에 사이 영 상을 수상한 펠릭스 에르난데스의 13승에 의해서 다시 한번 갱신됨). 사이 영 상을 수상한 다음 해인 2010년에는 패가 승보다 더 많은 10승 14패를 기록한다.

#### 밀워키 브루어스
시즌이 끝난 2010년 12월 19일에 팀 동료 내야수인 유니에스키 베탄코트와 함께 유망주들인 알시데스 에스코바르, 로렌조 케인, 제이크 오도리지, 제레미 제프리스와의 2대4 트레이드로 밀워키 브루어스로 이적하게 된다.
2011년 3월에 농구를 하고 있던 중에 갈비뼈가 균열골절이 되어 시즌 첫 등판이 5월 4일까지 예정이 늦춰진다. 시즌을 맞이한 후 초반에는 맞는 경기가 많아서 전반기 방어율이 5.45였지만, 후반기 원래대로 돌아가며 2009년에 기록했던 자신의 최다승인 16승을 달성한다. 시즌에서 방어율은 3.88이었지만, 전 동료인 브라이언 배니스터의 영향으로 그레인키 본인도 많이 의식하게 되었다는 FIP(야수의 도움을 제외한 평균자책점)가 2.98이었으며, xFIP는 2.56으로 리그 1위였다.
2012년 7월 4일에 있었던 휴스턴 애스트로스전에서는 선발로 등판했지만 겨우 4개의 공만 던지고 퇴장(투구이닝 0)을 당하며 다음 날에 있었던 애스트로스와의 경기에서 다시 한번 선발로 등판한다. 이 시합에서는 3이닝을 던진다. 그 후, 전반기가 끝나고 다시 시작된 후반기 첫 경기인 7월 13일에 피츠버그 파이리츠를 상대로 등판하면서 3경기 연속 선발등판이라는 희귀한 기록을 세운다. 메이저 리그에서 3경기를 연속으로 선발등판한 경우는 1917년에 시카고 화이트삭스의 레드 페이버가 달성한 후 95년만의 기록이었다. 참고로 페이버는 더블헤더 2경기를 연속으로 선발등판한 후, 다음 날 있었던 경기까지 선발등판하면서 3경기를 연속으로 선발등판한 것이다.

#### 로스앤젤레스 에인절스
2012년 7월 22일에 진 세구라, 존 헬웨그, 아리엘 페냐와의 트레이드로 로스앤젤레스 에인절스로 이적한다. 이적 후에는 13경기에 등판하여 6승 2패, 2.63의 방어율을 기록한다. 시즌이 끝난 후인 10월 29일에는 FA가 된다.

#### 로스앤젤레스 다저스
2012년 12월 10일에 로스앤젤레스 다저스와 6년에 총액 1억 4,700만 달러로 계약을 맺는다. 이 계약은 뉴욕 양키스의 좌완인 CC 사바시아가 2008년 오프시즌때 맺은 7년에 1억 6,100만 달러에 이은 투수로서는 역대 2위에 해당하는 엄청난 대형계약이었으며, 연평균으로 환산하면 사바시아를 상회하는 2,450만 달러(한화 약 260억)라는 투수로서는 역대 최고액이었다. 또, 우투수로서는 맷 케인이 맺은 5년에 1억 1,250만 달러를 상회하는 정말로 엄청난 대형계약이었다. 부속조항으로서는 2015년의 시즌이 끝나면 FA가 될 수 있는 권리가 있으며, 시즌 도중에 트레이드 될 경우에는 그 시즌이 끝난 후 FA가 될수있는 권리가 포함되어 있었다.
그렇게 맞이한 2013년의 시즌에서는 4월 11일에 있었던 샌디에이고 파드레스전에서 벤치 클리어링이 일어나며 카를로스 쿠엔틴과 난투가 벌어지고, 그 후에 있었던 검사에서 왼쪽 쇄골이 골절되어 전치 8주가 된다. 복귀한 후에는 자신의 실력을 보여주며 시즌에서는 28경기에 등판하여 15승 4패, 2.63의 방어율을 기록하며, 6년 연속으로 두자릿수 승을 올렸으며, 승률은 리그 1위인 .789를 기록한다.
2014년에는 5년만에 메이저 리그 올스타전에 선출되며 7월 16일에 있었던 올스타전에서 4회말에 내셔널 리그의 4번째 투수로서 등판하는데, 이 때 호세 바티스타를 땅볼로 처리한 후에 넬슨 크루즈와 애덤 존스를 헛스윙 삼진으로 처리하며 1이닝을 피안타 없이 2개의 탈삼진을 기록하며 깔끔하게 마무리 한다. 시즌에서는 자신의 최다승인 17승을 올리며 2.71의 방어율을 기록한다. 이로 인해 2년 연속으로 2점대의 방어율과 4년 연속으로 15승 이상을 기록하며, 팀의 2선발로서 에이스인 클레이튼 커쇼와 함께 팀을 플레이오프로 이끈다. 시즌이 끝난 후에는 자신에게 있어서 처음으로 골든 글러브를 수상한다.
2015년에는 2년연속으로 올스타전에 선출되었으며, 내셔널 리그의 선발투수로 등판했다. 시즌에서는 메이저리그 역사상 역대 4위에 해당하는 45.2이닝 연속무실점을 기록하는등 엄청난 안정감을 보이며 시즌이 끝날때까지 방어율이 2점대 이상으로 올라가지 않는다. 222이닝을 던졌으며, 19승과 자신의 기록이자 메이저리그 1위에 해당하는 1.66의 방어율을 기록한다. 사이영상을 수상한 2009년 이후 2번째 방어율 타이틀 획득이었으며, 4년연속으로 방어율 타이틀을 획득했던 클레이튼 커쇼를 제치고 따낸 타이틀이라 더욱 의미가 컸다. 거기에, 전년도에 커쇼가 기록한 21세기 들어 가장 높았던 1.77의 방어율을 경신한 것이었으며, 1.6대의 방어율은 1995년에 애틀랜타 브레이브스 소속이었던 그레그 매덕스가 달성한 이후 20년만이었으며, 라이브볼 시대에서는 역대 8위에 해당하는 기록이었다. 300탈삼진을 기록한 커쇼와 강력한 원투펀치를 형성하며 다른 구단들의 위협이 되었다. 전반기가 끝날 시점에 1.39의 방어율을 기록해놓으며 2위와 격차를 벌려놓는등 유력한 사이영상 후보였지만, 시카고 컵스의 제이크 아리에타가 후반기에 경이로운 모습을 보이며 투표에서는 2위에 그치며 양대리그 사이영상 수상자가 되지는 못했다. 11월 4일에 옵트아웃을 선언하며 FA가 된다.

### 애리조나 다이아몬드백스
2015년 12월 8일에 애리조나 다이아몬드백스와 총액 2억 650만 달러에 6년계약을 맺는다. 이는 평균 3,442만 달러의 연봉으로 메이저리그 사상 최고액이었으며, 총액은 투수로서 역대 4위에 해당하는 금액이었다.
2016년에는 이적한 첫해부터 개막전투수로 등판했지만 4이닝 동안 7실점을 하며 패전투수가 된다. 4월에는 5.50의 방어율이라는 기대에 미치지 못하는 모습을 보여준다. 하지만 5월부터는 조금씩 컨디션을 회복하며 5월 17일부터 6월 18일까지 타선의 힘도 받으며 7경기 연속 승리를 한다. 6월 28일에 등판한 경기에서는 왼쪽옆구리에 부상을 당하며 2회에 강판된다. 29일부터는 부상자리스트에 오른다. 8월에 복귀했지만 전과같은 컨디션은 유지하지 못했으며, 9월 5일과 16일에 있었던 전소속팀인 다저스와의 경기에서는 승리하지 못한다. 시즌을 통틀어서는 13승 7패, 4.37의 방어율을 기록했는데, 이로 인해 6년만에 15승을 달성하지 못했으며, 방어율도 4점대에 달하는등 다이아몬드백스의 기대에 미치지 못한 시즌을 보냈다.

### 휴스턴 애스트로스
2019년 7월 31일 애스트로스의 4명의 마이너리거와 현금 보조로 트레이드됐다.

## 선수로서의 특징
92~96마일에서 형성되는 포심 패스트볼과 91~95마일로 형성되는 투심 패스트볼을 던지고 일직선으로 가다가 우타자 중심으로 안쪽으로 꺾여져 나가는 86~90마일로 형성되는 서클 체인지업이 대표 구종이고 그외에도 다양한 변화구를 던진다. 앞에서 말했듯이, 사회 불안 장애를 겪었던 경험때문에 심리적 압박이 심한 팀에서 뛰는 것에 대해서 불안을 가지고 있다고 알려져, 캔자스시티 로열스와의 계약에서 2011년까지 뉴욕 양키스, 보스턴 레드삭스를 포함한 15개의 팀과의 트레이드에 대해서 거부할 수 있다는 조항이 포함되어 있다. 하지만, 최근에는 이기는 팀에서 뛰고 싶다는 생각을 주위에 말했으며, 로열스와의 계약의 마지막 해였던 2012년에는 그런 조항은 포함되어 있지 않았다고 한다.

## 생활
2009년 11월 22일에 아폽카 고등학교를 다닐때 만난 에밀리 쿠차와 결혼한다. 쿠차는 미국 최고의 인기 스포츠인 내셔널 풋볼 리그에 소속되어 있는 댈러스 카우보이스의 치어리더였으며, 2008년 미스 데이토나 비치의 수상자이기도 하다. 그의 동생인 루크도 오번 대학교에서 대학야구를 하는 투수였다. 루크는 2008년에 있었던 MLB 드래프트에서 12라운드로 뉴욕 양키스에게 지명되지만 부상으로 인해 야구를 그만두게 된다.

## 수상 경력
- 아메리칸 리그 사이 영 상 1회 : 2009년
- 아메리칸 리그 방어율 1위 1회 : 2009년
- 내셔널 리그 실버 슬러거 1회 : 2013년
- 내셔널 리그 골든 글러브 1회 : 2014년
- 메이저 리그 올스타전 선출 3회 : 2009년, 2014년, 2015년
- 선수가 뽑는 최고의 선수 1회 : 2009년
- 이 달의 투수 1회 : 2009년 4월

## 연도별 투수 성적
| 연 도      | 소 속      | 등 판 | 선 발 | 완 투 | 완 봉 | 무 4 구 | 승 리 | 패 전 | 세 이 브 | 홀 드 | 승 률 | 타 자 | 이 닝  | 피 안 타 | 피 홈 런 | 볼 넷 | 고 4 | 몸 맞 | 탈 삼 진 | 폭 투 | 보 크 | 실 점 | 자 책 점 | 평 자 책 | W H I P |
| ---------- | ---------- | ----- | ----- | ----- | ----- | ------- | ----- | ----- | -------- | ----- | ----- | ----- | ------ | -------- | -------- | ----- | ---- | ----- | -------- | ----- | ----- | ----- | -------- | -------- | ------- |
| 2004년     | KC         | 24    | 24    | 0     | 0     | 0       | 8     | 11    | 0        | 0     | .421  | 599   | 145.0  | 143      | 26       | 26    | 3    | 8     | 100      | 1     | 1     | 64    | 64       | 3.97     | 1.17    |
| 2005년     | KC         | 33    | 33    | 2     | 0     | 0       | 5     | 17    | 0        | 0     | .227  | 829   | 183.0  | 233      | 23       | 53    | 0    | 13    | 114      | 4     | 2     | 125   | 118      | 5.80     | 1.56    |
| 2006년     | KC         | 3     | 0     | 0     | 0     | 0       | 1     | 0     | 0        | 0     | 1.000 | 28    | 6.1    | 7        | 1        | 3     | 2    | 0     | 5        | 0     | 0     | 3     | 3        | 4.26     | 1.58    |
| 2007년     | KC         | 52    | 14    | 0     | 0     | 0       | 7     | 7     | 1        | 12    | .500  | 507   | 122.0  | 122      | 12       | 36    | 5    | 3     | 106      | 3     | 1     | 52    | 50       | 3.69     | 1.30    |
| 2008년     | KC         | 32    | 32    | 1     | 0     | 0       | 13    | 10    | 0        | 0     | .565  | 851   | 202.1  | 202      | 21       | 56    | 1    | 4     | 183      | 8     | 1     | 87    | 78       | 3.47     | 1.28    |
| 2009년     | KC         | 33    | 33    | 6     | 3     | 4       | 16    | 8     | 0        | 0     | .667  | 915   | 229.1  | 195      | 11       | 51    | 0    | 4     | 242      | 5     | 0     | 64    | 55       | 2.16     | 1.07    |
| 2010년     | KC         | 33    | 33    | 3     | 0     | 2       | 10    | 14    | 0        | 0     | .417  | 919   | 220.0  | 219      | 18       | 55    | 1    | 7     | 181      | 4     | 0     | 114   | 102      | 4.17     | 1.25    |
| 2011년     | MIL        | 28    | 28    | 0     | 0     | 0       | 16    | 6     | 0        | 0     | .727  | 715   | 171.2  | 161      | 19       | 45    | 0    | 4     | 201      | 10    | 0     | 82    | 73       | 3.83     | 1.20    |
| 2012년     | MIL        | 21    | 21    | 0     | 0     | 0       | 9     | 3     | 0        | 0     | .750  | 504   | 123.0  | 120      | 7        | 28    | 0    | 0     | 122      | 4     | 0     | 49    | 47       | 3.44     | 1.20    |
| 2012년     | LAA        | 13    | 13    | 0     | 0     | 0       | 6     | 2     | 0        | 0     | .750  | 364   | 89.1   | 80       | 11       | 26    | 0    | 2     | 78       | 4     | 0     | 35    | 35       | 3.53     | 1.19    |
| '12계      | LAA        | 34    | 34    | 0     | 0     | 0       | 15    | 5     | 0        | 0     | .750  | 868   | 212.1  | 200      | 18       | 54    | 0    | 2     | 200      | 8     | 0     | 84    | 82       | 3.48     | 1.20    |
| 2013년     | LAD        | 28    | 28    | 1     | 1     | 0       | 15    | 4     | 0        | 0     | .789  | 717   | 177.2  | 152      | 13       | 46    | 1    | 7     | 148      | 5     | 0     | 54    | 52       | 2.63     | 1.11    |
| 2014년     | LAD        | 32    | 32    | 0     | 0     | 0       | 17    | 8     | 0        | 0     | .680  | 821   | 202.1  | 190      | 19       | 43    | 3    | 2     | 207      | 12    | 0     | 69    | 61       | 2.71     | 1.15    |
| 2015년     | LAD        | 32    | 32    | 1     | 0     | 0       | 19    | 3     | 0        | 0     | .833  | 843   | 222.2  | 148      | 14       | 40    | 1    | 5     | 200      | 7     | 0     | 43    | 41       | 1.66     | 0.84    |
| 2016년     | ARI        | 26    | 26    | 1     | 1     | 0       | 13    | 7     | 0        | 0     | .650  | 667   | 158.2  | 161      | 23       | 41    | 3    | 0     | 134      | 1     | 0     | 80    | 77       | 4.37     | 1.27    |
| 통산：13년 | 통산：13년 | 390   | 389   | 15    | 5     | 6       | 155   | 100   | 1        | 12    | .603  | 9279  | 2253.1 | 2133     | 218      | 549   | 20   | 59    | 2021     | 68    | 5     | 921   | 856      | 3.42     | 1.19    |

- 2016시즌 종료 기준.
- 각년도의 굵은 글씨는 리그 최고.

## 참조
1. ↑  “May 22, 2004, Royals at Athletics Box Score and Play by Play” (영어). baseball-reference. 2015년 1월 17일에 확인함.
2. ↑  “Zack Greinke Statistics and History” (영어). baseball-reference. 2016년 1월 26일에 확인함.
3. ↑  “그레인키, NL 네 번째 투수로 등판.. 1이닝 2K 퍼펙트”. 2014년 7월 16일. 2015년 1월 18일에 확인함.
4. ↑  “그레인키, 커쇼 제치고 골드글러브… ML, 양리그 포지션별 수상자 발표”. 2014년 11월 6일. 2015년 1월 18일에 확인함.
5. ↑  “Jerry Crasnick: Zack Greinke is a changed man”. 《ESPN》 (영어). 2010년 2월 21일. 2015년 1월 21일에 확인함.
6. ↑  Dick Kaegel. “Quiet Greinke making plenty of noise” (영어). Mlb.com. 2009년 5월 7일에 원본 문서에서 보존된 문서. 2015년 1월 21일에 확인함.
7. ↑  “Luke Greinke Auburn Tigers baseball bio”. 《Auburntigers.com》 (영어). 2014년 12월 19일에 원본 문서에서 보존된 문서. 2015년 1월 21일에 확인함.
8. ↑  Martino, Andy (2008년 6월 19일). “Luke Greinke is Yankees' cool hand in Single-A Staten Island”. 《NY Daily News》 (영어). 2015년 1월 21일에 확인함.
9. ↑  Hale, Mark (2009년 7월 18일). “Brother of Royals Ace battling injuries after being cut by Yanks”. 《New York Post》 (영어). 2015년 1월 21일에 확인함.